# Uleobryum occultum
Uleobryum occultum är en bladmossart som beskrevs av Richard Henry Zander 1993. Uleobryum occultum ingår i släktet Uleobryum och familjen Pottiaceae. Inga underarter finns listade i Catalogue of Life.